# Dolno Konyari
Dolno Konyari (en macédonien Долно Коњари) est un village du nord de la Macédoine du Nord, situé dans la municipalité de Petrovets. Le village comptait 704 habitants en 2002. Il est majoritairement bosniaque.

## Démographie
Lors du recensement de 2002, le village comptait :
- Bosniaques : 598
- Albanais : 121
- Macédoniens : 7
- Turcs : 6
- Autres : 2